# 乾隆臺灣地圖
《乾隆臺灣地圖》又名《乾隆臺灣輿圖》、《臺灣地圖》，是張繪於18世紀中，描述台灣聚落以及景觀的地圖，在2025年時獲文化部指定為重要古物。本圖因有眾多細節及附註記載詳盡，被認為是臺灣清治時期最好的台灣地圖。

## 簡介
該圖現藏於國立故宮博物院，過去藏於國立中央圖書館、北平图书馆，最初可能由清廷收藏。
該地圖的實際繪製時間不明，但因圖中記載許多地名、街庄，故可藉此推測其大致年代。歷史學者們考據的年代不一，大致落在乾隆21至31年（1756－1766年）間，可能是因地圖繪製數年所故。該圖視角為中國向台灣看，故地圖繪製時以東邊為上、西邊為下，左右分別為北和南。
地圖繪製範圍大致為臺灣西部，即中央山脈以西，東台灣則未出現在圖內。除台灣本島外，該圖也繪製了澎湖群島等台灣西部海域的島嶼。東台灣雖未被繪製，但該圖以文字記載當地聚落，如瑯嶠十八社、哈仔蘭三十六社等，代表清廷對台灣的開發與了解已擴展到台灣東部。
本圖南北端分別為沙碼磯頭、大雞籠城，即今恆春半島與和平島。地圖上紀錄台灣西部的聚落、城池、港口，而軍事要地則會詳細描繪，並加入城牆類型、士兵配置等。該圖在海上部分也有部分觀察與記載，如在八尺門港能見五色魚、吐龍涎香的海翁魚等。